# 회화관 (베를린)
회화관(독일어: Gemäldegalerie)은 베를린에 있는 미술관이다.

## 역사
1830년 설립됐으며 1904년 박물관섬 안에 있는 보데 박물관으로 이전했다. 제2차 세계 대전 당시 보유하고 있던 작품 400점이 피해를 입었으며 종전 후 독일이 분단되면서 보유하던 작품들도 동서 진영에서 각각 가져갔다. 통일 후 1998년 베를린 문화포럼으로 옮겨 재개관했다.

## 주요 작품

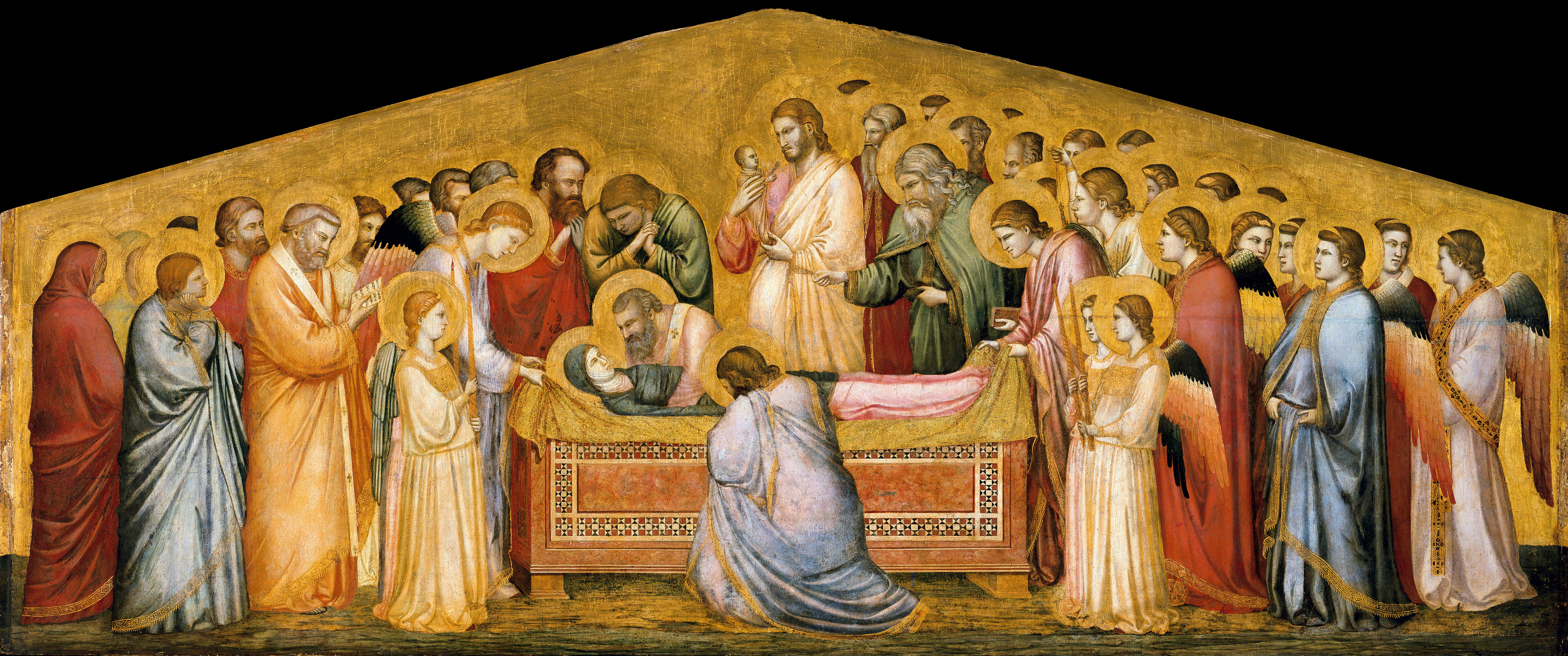
조토 디 본도네, 《성모의 죽음》, 1310년.
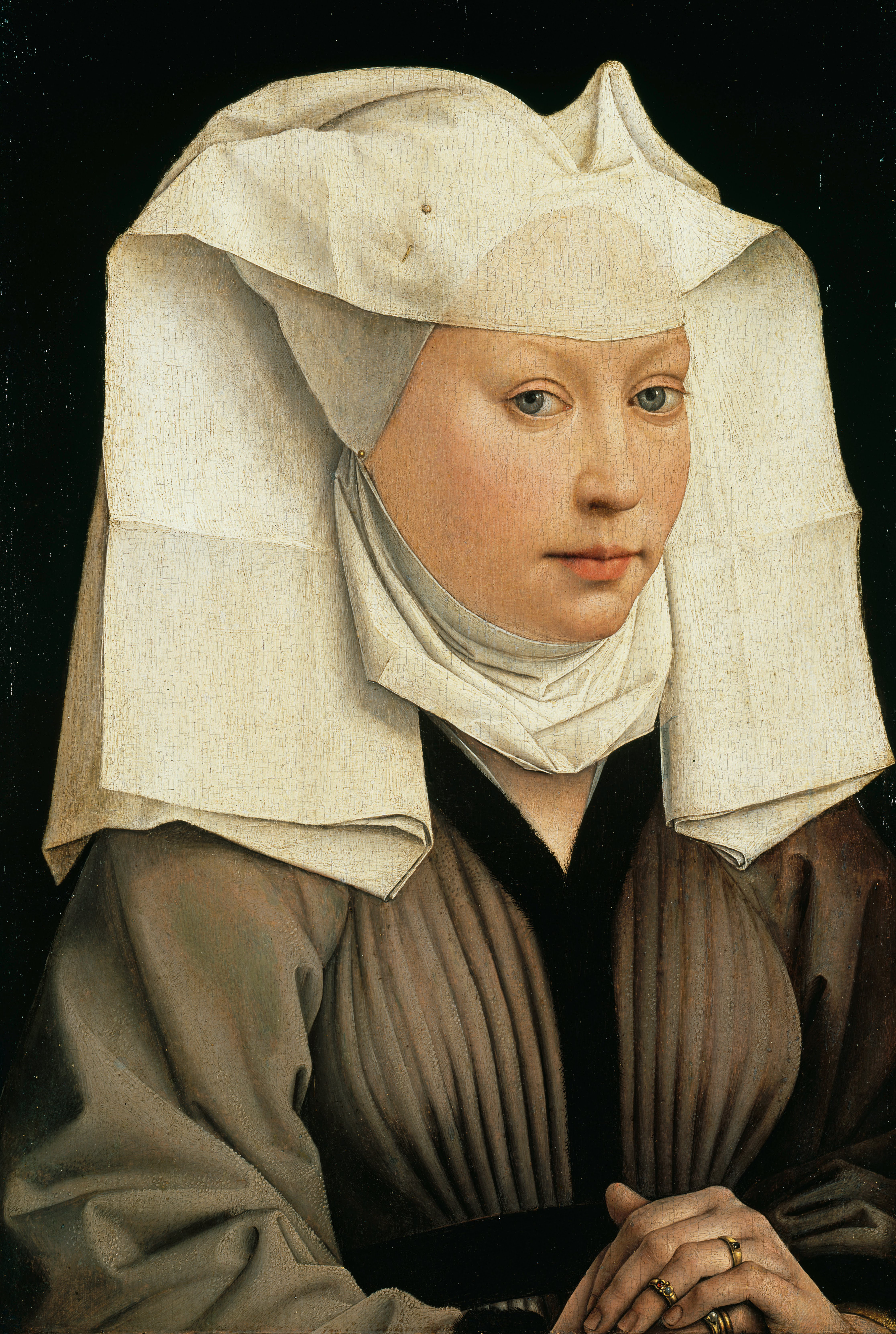
로히어르 판 데르베이던, 《여인의 초상》, 1435년경.
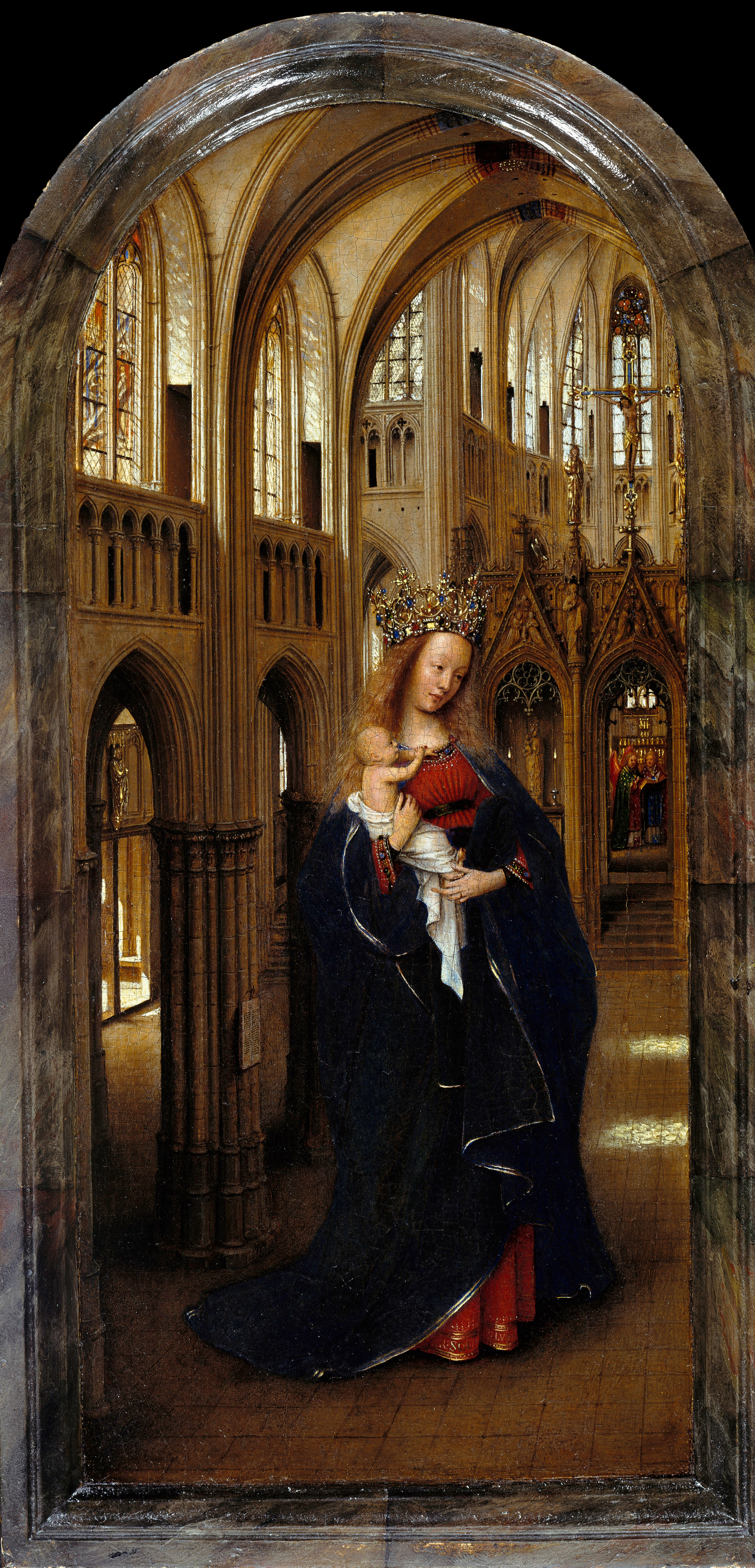
얀 판 에이크, 《교회에 드신 마리아》, 1438년경.
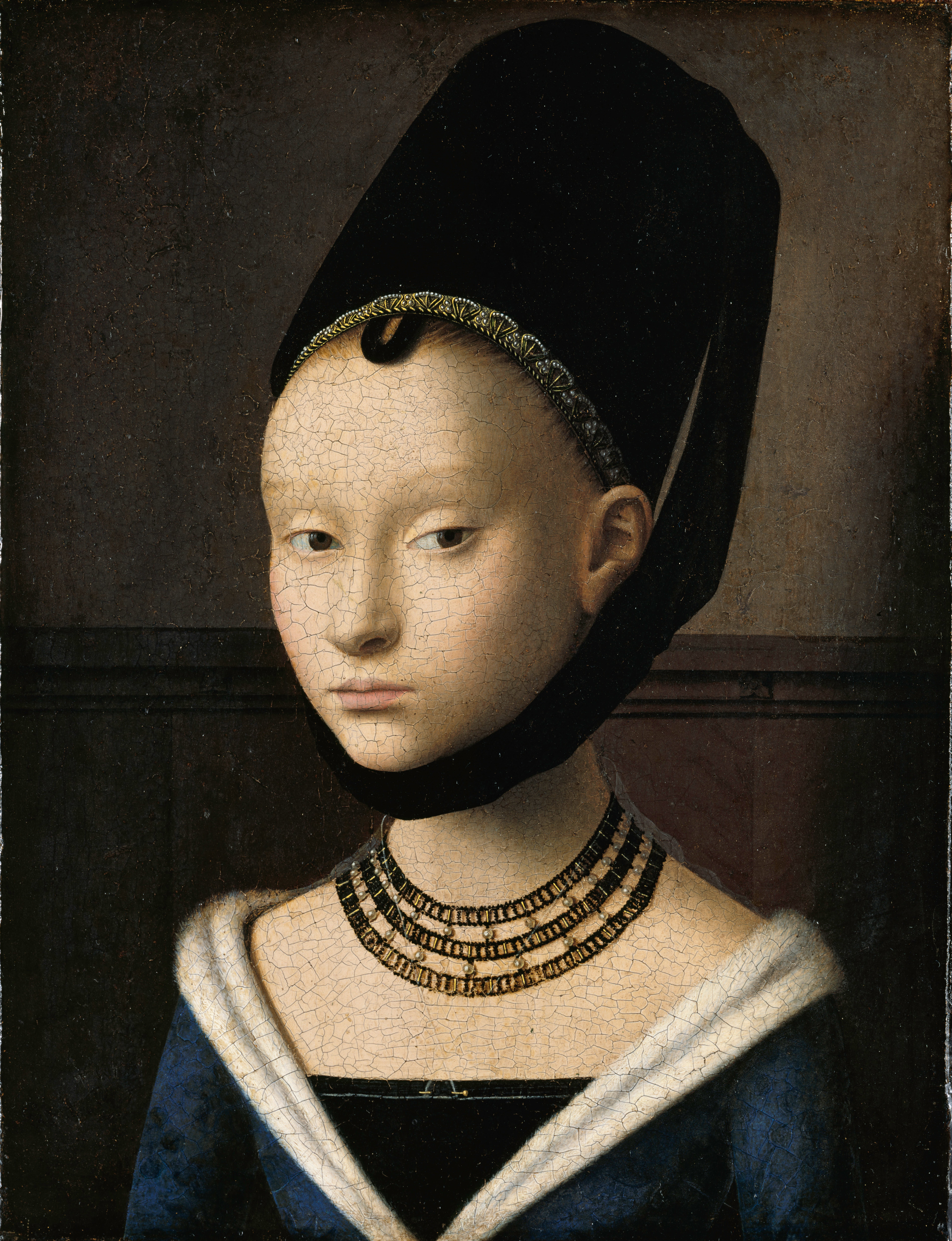
페트뤼스 크리스튀스, 《젊은 여인의 초상》, 1465년경.
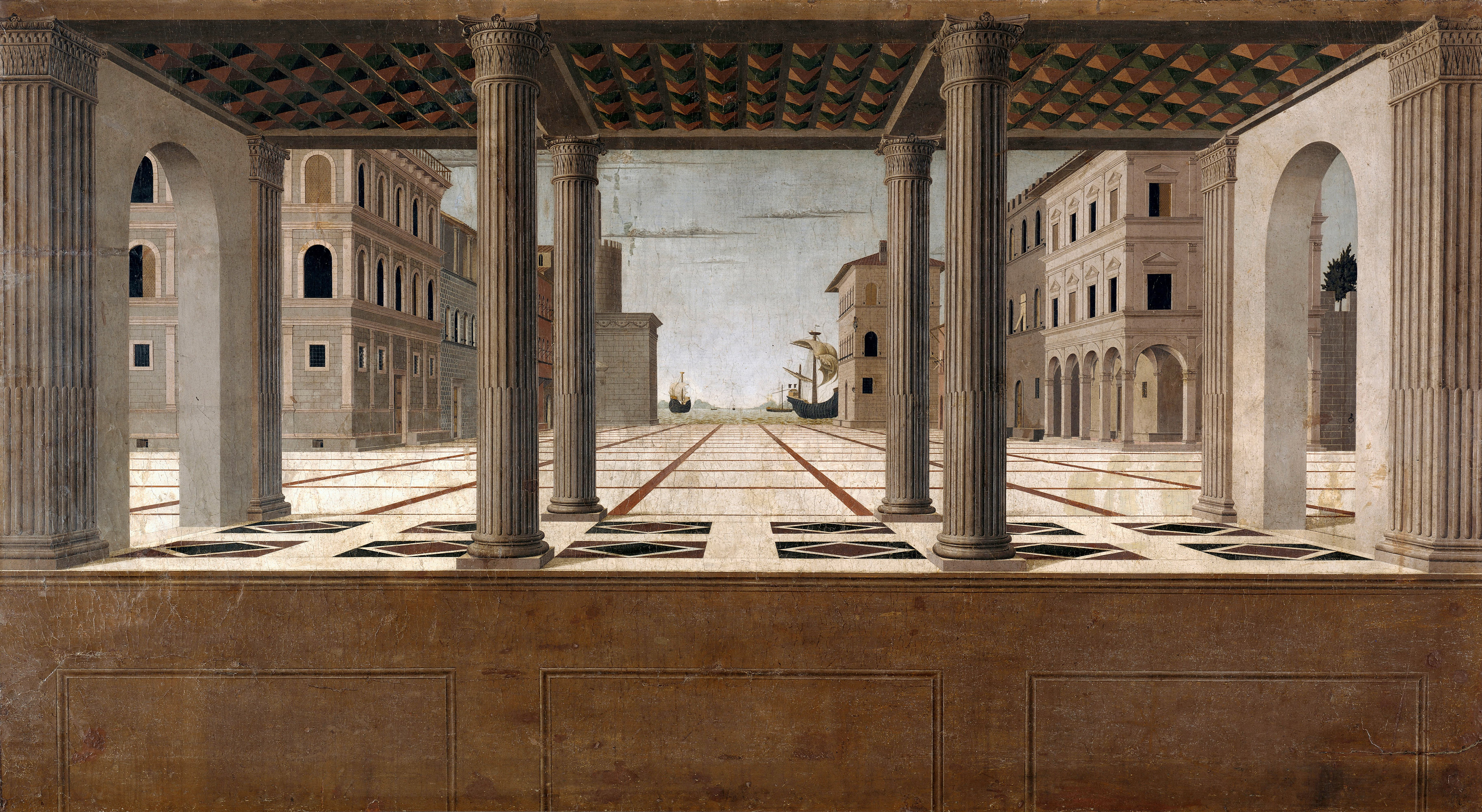
《이상 도시》, 1490년경.
한스 홀바인, 《게오르크 기제의 초상》, 1532년.
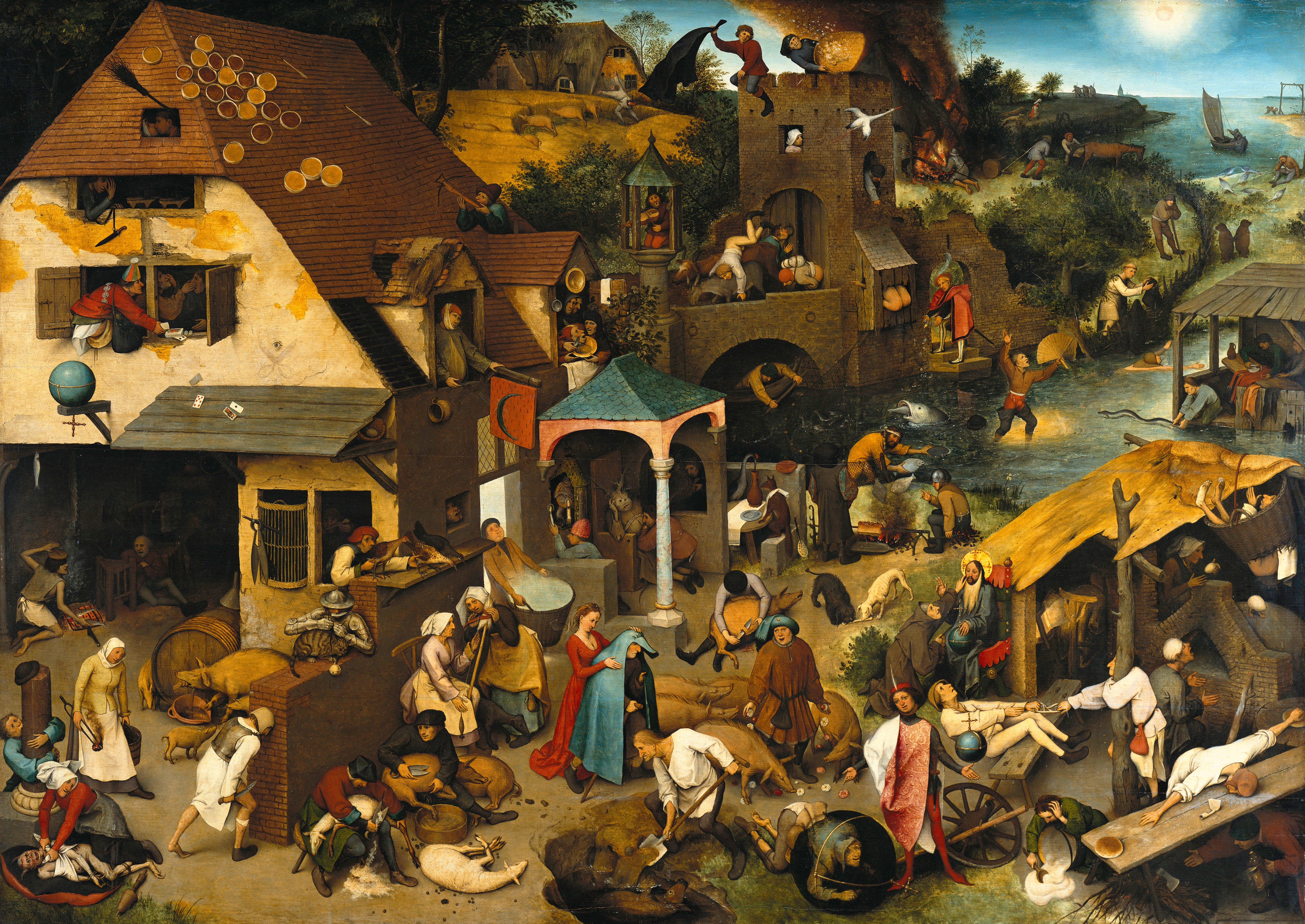
피터르 브뤼헐 더 아우더, 《네덜란드 속담》, 1559년.
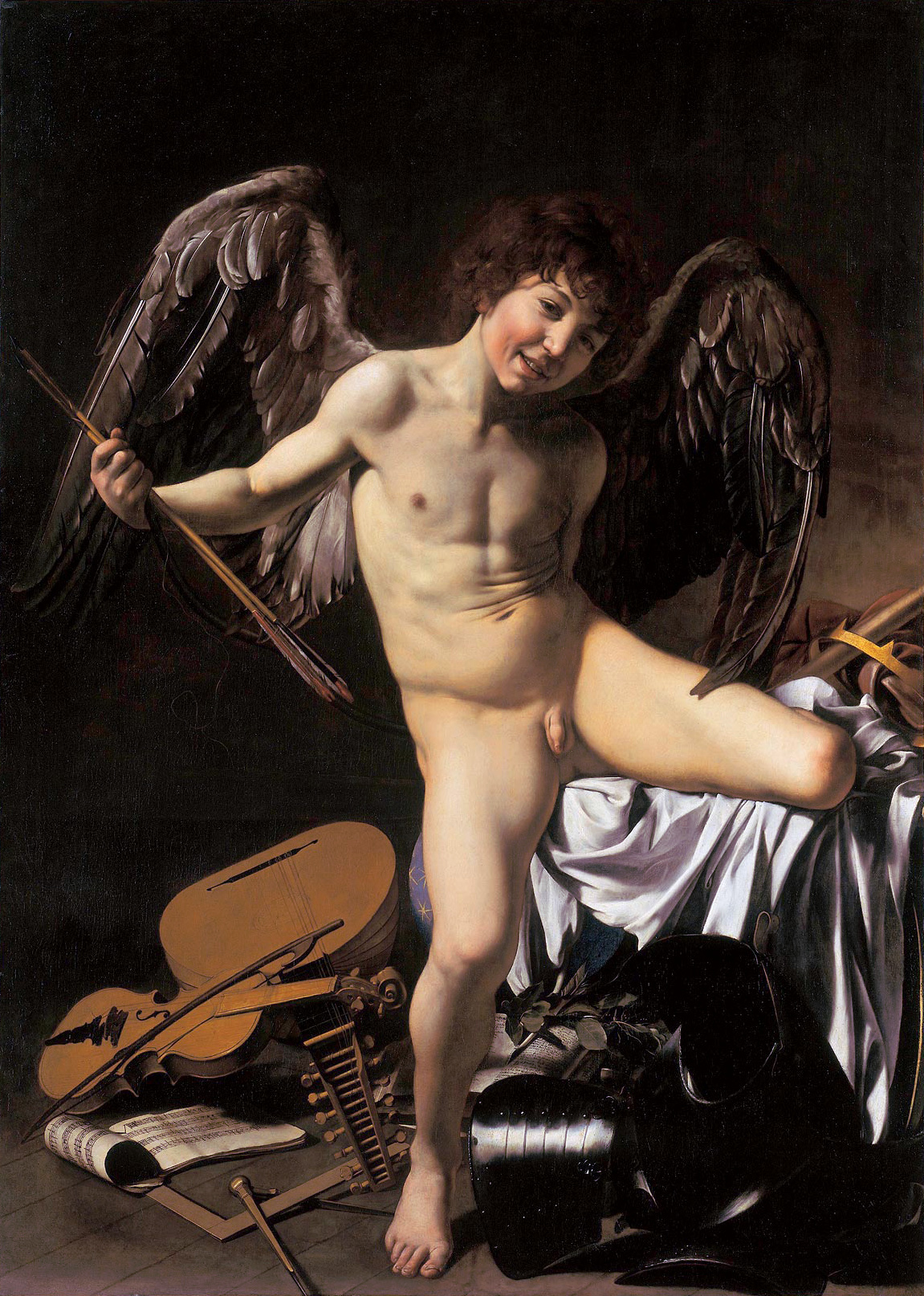
카라바조, 《승리자 아모르》, 1600년경.
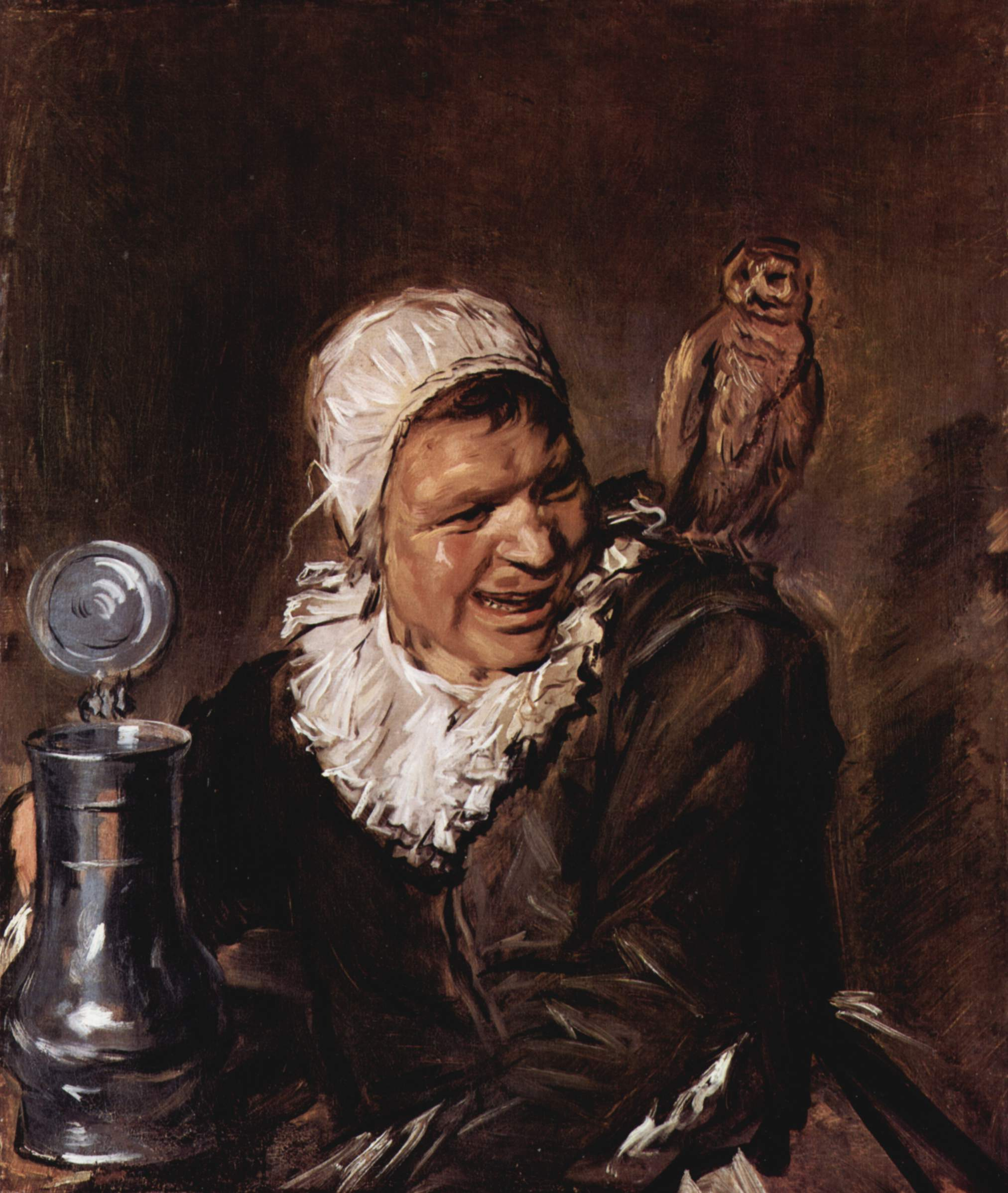
프란스 할스, 《말러 바버》, 1633년경.
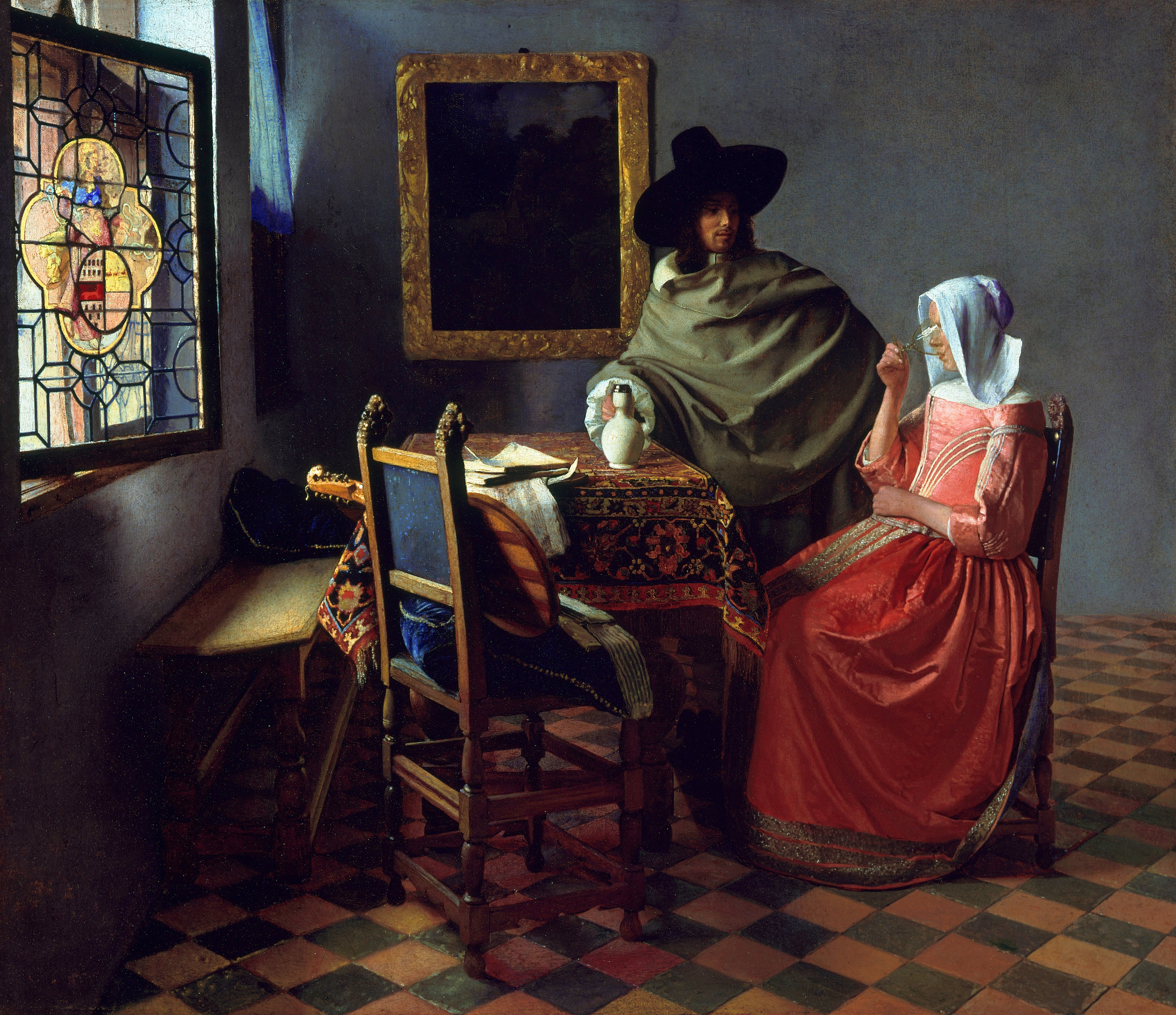
요하네스 페르메이르, 《포도주 잔》, 1660년경.